# Viola malvesini
Viola malvesini är en violväxtart som beskrevs av Jeanjean. Viola malvesini ingår i släktet violer, och familjen violväxter. Inga underarter finns listade i Catalogue of Life.